# اسطوره‌شناسی آزتک

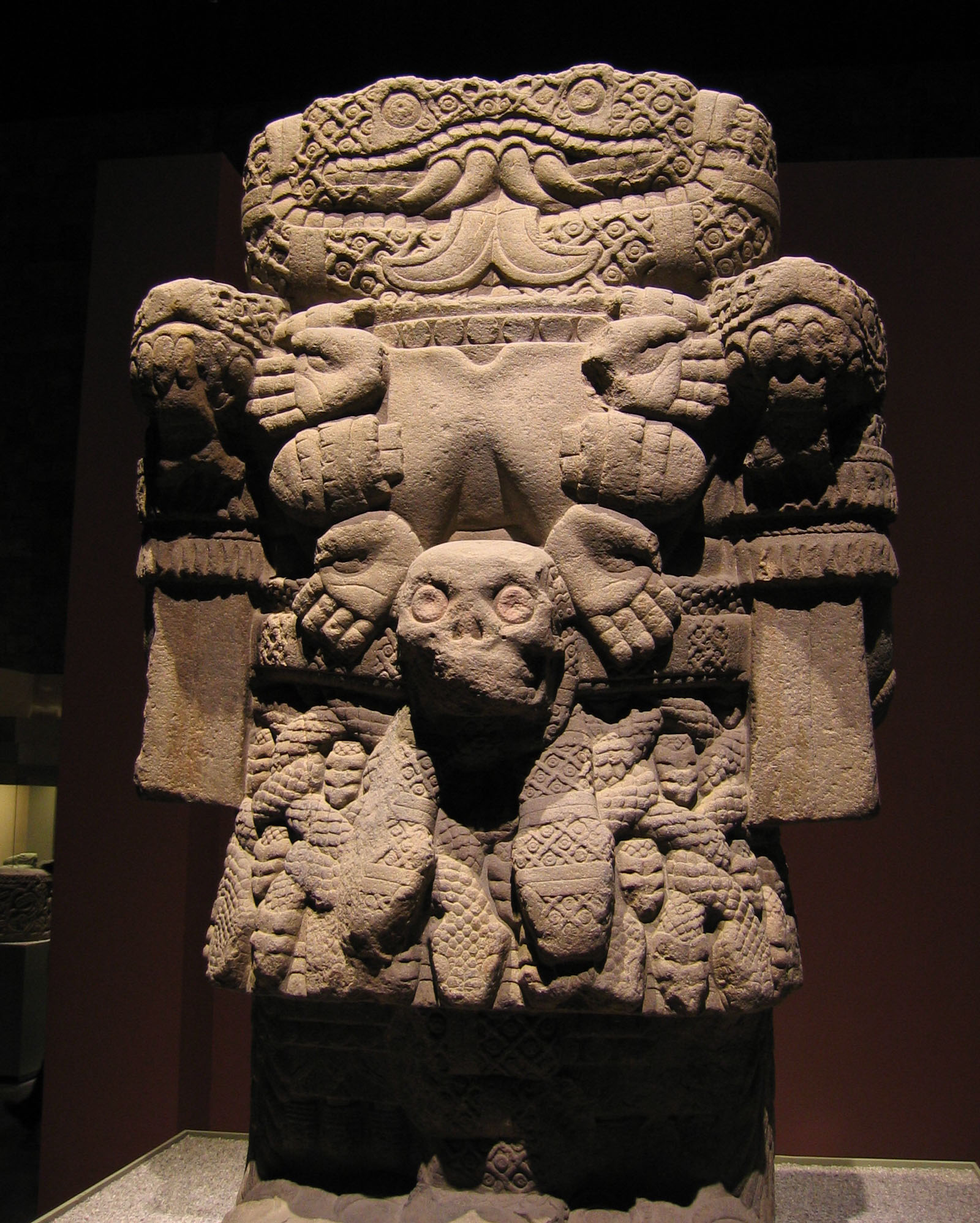
کواتلیکوئه، ایزدبانوی زمین در اساطیر آزتک

تمدن آزتک‌ها، مجموعه‌ای از خدایان اساطیری گوناگون در یک سیستم مذهبی چندخدایی را در برمی‌گیرد که توسط آنان به رسمیت شناخته شده‌اند، و مشتمل بر تعداد زیادی (بیش از یکصد مورد)، ایزد و ایزدبانو می‌باشند. افزون‌بر این، بر اساس باورهای دینی و عقاید آزتک‌ها، اسطوره‌های این قوم را می‌توان دربرگیرندهٔ تعدادی از جانداران خارق‌العاده و فرابشری نیز تلقی کرد.

## معرفی
آزتک‌ها که به نام‌های مختلفی چون: تنوچکا مکزیکا، کُلهوا مکزیکا و … نامیده شده‌اند، قدرتمندترین سرخپوستان مکزیک در عصر تاریخی بودند. بنا به روایت‌های اسطوره‌ای، این قوم به‌دنبال ایزد خویش، اویتسیلوپوچتلی، که کاهنی در جلوی آنان مجسمهٔ او را حمل می‌کرد و با آنان صحبت می‌کرد، از آزتلان، که سرزمینی افسانه‌ای به‌نظر می‌رسد، آمده‌اند.
به روایت اسطوره‌ها، باید روزی توقف می‌کردند که چشم‌شان به عقابی می‌افتاد که روی درخت نوپال (کاکتوس انجیری)، که میوهٔ سرخ رنگش به‌سان قلب انسان است، نشسته و مشغول از هم دریدن و خوردن ماری باشد؛ این نشانه‌ای برای آن‌ها بود. آنان این منظره [یا این نشانه] را، در جایی که معبد اعظم خویش را برپا داشتند، در تنوچتیتلان [که بعدها تبدیل به پایتخت آزتک شد]، مشاهده کردند، [پس گفتند]:
بگذارید در جایی که نوپال هست، زاویهٔ کوچکی بسازیم تا ایزد ما، عاقبت به آرامش دست یابد.
فرانسیسکو کلاویجرو که در سدهٔ هیجدهم در وراکروس زاده شده، نوشته است که آزتک‌ها از جایی در منتهی‌الیه شمال رودخانهٔ کلرادو آمدند، و مهاجرت آن‌ها، به سبب آواز پرنده‌ای بود، که بر فراز درختی نشسته و می‌خواند: «تی وی!»، این واژه، واژه‌ای بود که به زبان آزتکی، مفهوم «بیا برویم» داشت. پس آنان به راه افتادند و به‌دنبال مجسمهٔ اویتسوپوچتلی، ایزد جنگ و خورشید رفتند.

## خاستگاه و تاریخچه
خاستگاه و چگونگی نشو و نمای دولت و تمدن آزتک، در دین آزتک [و اسطوره‌های آزتکی]، عمیقاً بازتاب یافته است. آزتک‌ها برای مشروعیت بخشیدن به حاکمیت خود، باورها و شمایل‌نگاری مردمان پیشین را، کاملاً به‌کار گرفتند؛ برای مثال، محوطه تولا، یعنی پایتخت افسانه‌ای تولتک‌ها، اهمیتی ویژه یافت، و بعضی از خدایان اساطیری آزتک را، می‌توان در تولا، و حتی پیشتر از آن، در تئوتی اوآکان، دنبال کرد.
آزتک‌ها، اعمال مذهبی معاصران خود را نیز در این باورها گنجانیدند؛ از جمله آداب و رسوم مردم پوئبلا، خلیج کوست، هواستک، و میشتک‌های اوآهاکا. این پذیرش آگاهانهٔ آداب و رسوم بیگانگان، پیروزی آن‌ها را تکمیل و تحکیم کرد و برایشان وحدت فرهنگی به ارمغان آورد.

## وجه اشتراک با اساطیر مایا

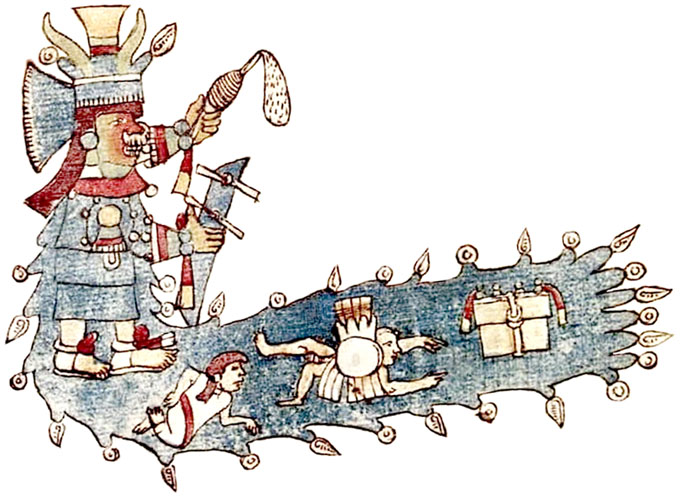
چالچیوتلیکوئه، از مستندات ریوز.

ناحیه‌ای که آزتک و مایای باستانی را تشکیل می‌داد، و در حال حاضر آمریکای میانی [یا آمریکای مرکزی] نامیده می‌شود، نواحی جنوبی و شرقی مکزیک، سرتاسر گواتمالا، بلایز و السالوادر، هندوراس غربی و جنوبی و سمت اقیانوس آرام، را در بر می‌گیرد. آمریکای مرزی تا شبه جزیره نیکویا در کاستاریکا را شامل می‌شد.
مردمان آمریکای میانی در عصر باستان، یک سلسله خصوصیات فرهنگی مشترک داشتند: تقویم‌های ۲۶۰ و ۳۶۵ روزه که یک دورهٔ حدوداً ۵۲ ساله را ثبت می‌کرد، نوشته‌های هیروگلیف مانند، کتاب‌های تاشونده و سالن‌های توپ‌بازی با فضاهای دایره‌شکل در وسط، از جملهٔ این مشترکات بود. گرچه مردمان این ناحیه، فرهنگ و زبان متمایزی داشتند، اما طی هزاران سال زندگی در کنار یکدیگر و از رهگذر مهاجرت، داد و ستد، فتوحات و زیارت، تماس‌های گسترده‌ای با یکدیگر داشتند. از این رو شگفت نیست که اسطوره‌های آزتک، مایا و سایر اقوام آمریکای میانیِ دورانِ باستان، مضمون‌های مشترک متعددی با یکدیگر دارند.

## خصوصیات
اسطوره‌های آمریکای میانی، صرفاً گزارش‌هایی مقدس از منشأ جهان نیستند، بلکه حاوی درس‌هایی عمیق دربارهٔ رفتار مناسب هستند. از جمله خصلت‌هایی که به کرات به‌مثابه عامل ویرانی یا شکست ذکر شده‌اند، تکبّر و آزمندی است.
در اساطیر آزتک، آن‌که سرانجام به خورشید تبدیل می‌شود، تکوسیس تکاتل مغرور و ثروتمند نیست، بلکه ناناواتسین فقیر و شجاع است. در پوپول ووه، قهرمانان دوقلو، پرندهٔ هیولایی به نام ووکوب کاکیش را، تنها به این دلیل می‌کشند که بیش از حدّ مغرور و لاف‌زن بوده است.
تکبر و حرص و آز، یکی از نقطه‌ضعف‌های عمومی صاحب‌منصبان است و بخش اعظم روایت‌های اسطوره‌ای برجای مانده از آزتک‌ها، حاوی الگوهایی برای سیر و سلوک پادشاهان است.
اما اسطوره‌های آزتک و مایا، به مسائل گسترده‌تر و عمیق‌تری، از قبیل معنای هستی انسان نیز می‌پردازند. به نوشته پوپول ووه، خدایان، نژاد کنونی بشر، یعنی مردمان ذرت را خلق می‌کنند، تا از طریق نیایش و قربانی دادن، خدایان را تغذیه کنند.

## قربانی کردنانسان
گزارش‌های مربوط به قربانی خدایان در تئوتی واکان، و کشتن کویول شوکی و برادرانش، ضرورت تقدیم قربانی انسانی به منظور تداوم جهان را توضیح می‌دهند.
گرچه از این سنت، هنوز هم به‌عنوان نکوهیده‌ترین جنبهٔ دین مردمانِ آمریکای میانی دوران باستان یاد می‌شود، امّا قربانی انسانی بر اصلی بنیادین استوار بود. این اصل، پذیرش مسئولیت و نقش فعال انسان در حفظ توازن کائنات است. [به‌عنوان نمونه‌ای از قربانی کردن دختران جوان و زیبا در مذهب اسطوره‌ای آزتک‌ها، به صفحه چیکومه کواتل در همین ویکی توجه فرمائید.]